# Sébastien Charpentier

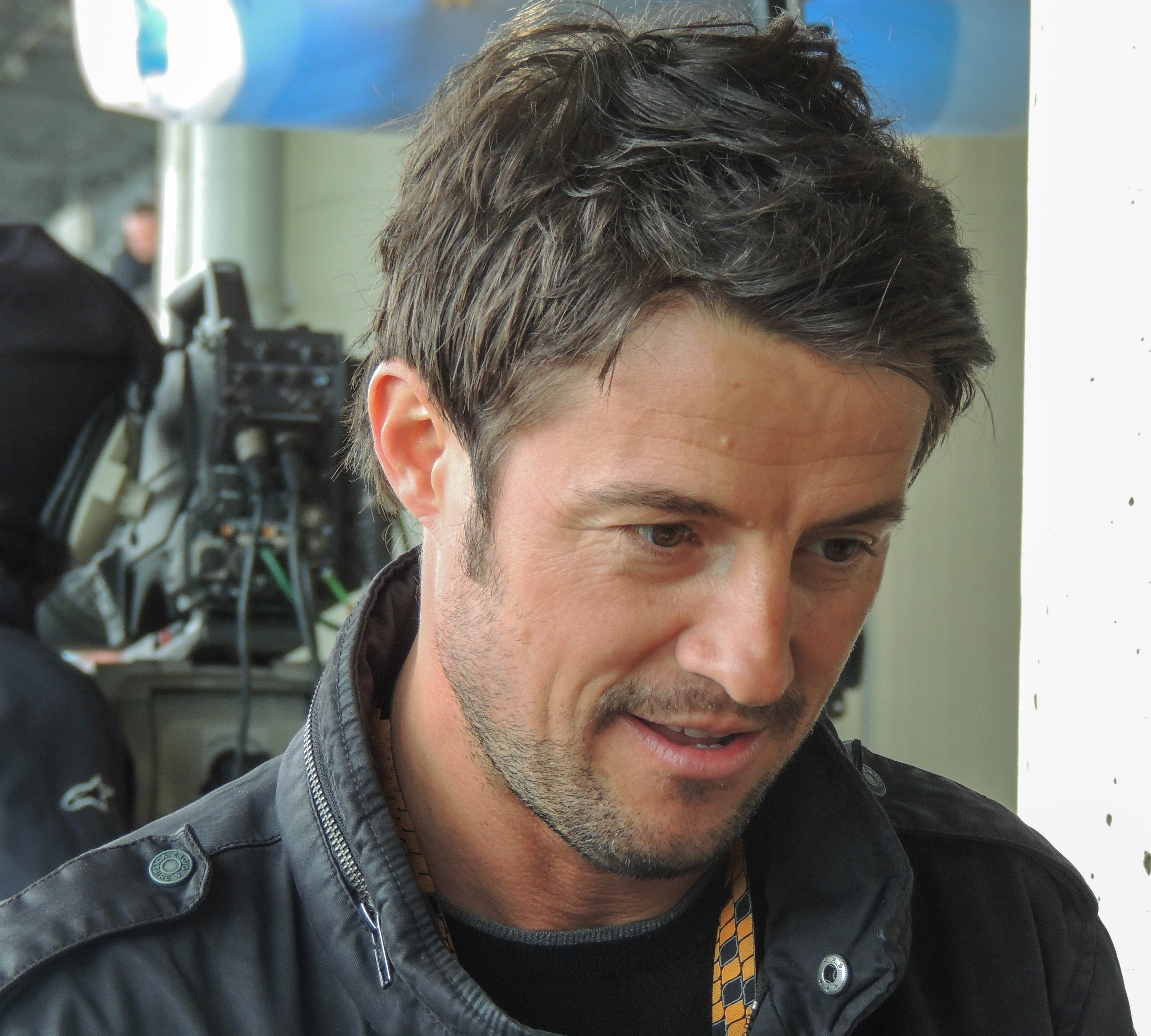
Sébastien Charpentier

Sébastien Charpentier, fransk f d roadracingförare, född 26 mars 1973 i La Rochefoucauld.
Han blev världsmästare i Supersport-klassen 2005 och 2006. Han har kört i klassen sen 1998. För närvarande kör han i det Holländska Ten Kate-stallet på en Honda CBR600RR. Ten Kate har förnyade hans kontrakt inför 2007 års säsong, men säsongen blev en besvikelse och Chapentier beslutade sig för att sluta med roadracing på VM-nivå. Han tog totalt 13 segrar, 23 podier och 2 mästerskap i klassen.

## Segrar Supersport
| Nr | Bana           | År   |
| -- | -------------- | ---- |
| 1  | Nürburgring    | 1998 |
| 2  | Phillip Island | 2005 |
| 3  | Valencia       | 2005 |
| 4  | Silverstone    | 2005 |
| 5  | Misano         | 2005 |
| 6  | Brno           | 2005 |
| 7  | Brands Hatch   | 2005 |
| 8  | Losail         | 2006 |
| 9  | Phillip Island | 2006 |
| 10 | Valencia       | 2006 |
| 11 | Silverstone    | 2006 |
| 12 | Imola          | 2006 |
| 13 | Magny-Cours    | 2006 |

## Karriär
- 1996 - franska Honda-CB500-cupen, Mästare, 7 segrar på 8 lopp
- 1997 - Supersport-EM, Honda France, 1 seger
- 1998 - Supersport-VM, Honda Reflex Team, 13:e, 27 poäng (1 seger)
- 1999 - Supersport-VM, Team Elf Honda France, 19:e, 20 Punkte
- 2000 - Supersport-VM, Honda France Elf
- 2000 - 24-timmars på Le Mans, seger tillsammans med William Costes och Sébastien Gimbert
- 2001 - Spanska Supersport-mästerskapet
- 2002 - Supersport-VM, Moto 1, 28:e, 6 poäng
- 2003 - Supersport-VM, Moto 1, Team Klaffi Honda, 7:e, 72 poäng (1 podium)
- 2004 - Supersport-VM, Klaffi Honda, 4., 120 poäng (5 podier, 1 pole position, 1 snabbast varv)
- 2005 - Supersport-VM, Winston Ten Kate Honda, Världsmästare, 210 poäng (6 segrar, 9 podier, 10 pole positions, 8 snabbaste racevarv)
- 2006 - Supersport-VM, Winston Ten Kate Honda, Världsmästare, 194 poäng (6 segrar, 7 podier, 8 pole positions, 4 snabbaste racevarv)
- 2007 - Supersport-VM, Ten Kate Honda, 11:a med 51 poäng